# Gobius roulei
 Gobius roulei és una espècie de peix de la família dels gòbids i de l'ordre dels perciformes.

## Morfologia
Els mascles poden assolir els 8 cm de longitud total.

## Distribució geogràfica
Es troba a l'Atlàntic oriental i a la mar Mediterrània.